# Mladinski pevski zbor RTV Slovenija
Mladinski zbor RTV Slovenija je nastal februarja leta 1957, v istem času kot Otroški pevski zbor RTV Slovenija. Primarna naloga zbora je snemanje pesmi (predvsem pesmi slovenskih skladateljev) za radijski arhiv. Zbor je uspešen tudi v okviru koncertne dejavnosti doma in na tujem. Prejel je številne nagrade in priznanja.

## Zborovodje
- Janez Kuhar (1957-1964)
- Majda Hauptman (1964-1966)
- Dinko Fio (1966-1968)
- Matevž Fabijan (1968-2003)
- Tomaž Pirnat (2003-)